# NGC 3479
NGC 3479 (ook: NGC 3502) is een balkspiraalstelsel in het sterrenbeeld Beker. Het hemelobject werd in 1886 ontdekt door de Amerikaanse astronoom Ormond Stone.

## Synoniemen
- MCG -2-28-27
- IRAS 10563-1441
- PGC 33053